# Daniela Biamonte
Daniela Biamonte (Cuneo, 3 dicembre 1973) è una pallavolista italiana.
Gioca nel ruolo di schiacciatrice e opposto nel Time Volley Matera.

## Carriera
Daniela Biamonte inizia la carriera pallavolistica giocando nel Cuneo Volley, sua città natale, nel 1989: resta a Cuneo per tre anni partecipando ai campionati di serie D e di B1.
Nella stagione 1991-92 viene ingaggiata dal Brogliaccio Pallavolo Ancona, in serie A1 con la quale resta per tre stagioni, vincendo anche una Coppa delle Coppe nel 1994. Nel 1995 passa tra le file della Pallavolo Reggio Emilia iniziando un lungo sodalizio che durerà per cinque anni: con la squadra emiliana conquista una Coppa CEV nel 1998.
Dopo la parentesi di un'annata nel campionato spagnolo nel Club Voleibol Tenerife, ritorna in Italia e comincia un lungo peregrinaggio tra varie squadre di serie A2 come l'Universal Volley Femminile Carpi, il Santeramo Sport, con cui vince anche una Coppa Italia di A2, la Pallavolo Spes Matera, il Jogging Volley Altamura, Time Volley Matera, annata disputata in Serie B1, e il Gruppo Sportivo Oratorio Pallavolo Femminile Villa Cortese, con la quale guadagna la promozione in serie A1.
Nella stagione 2009-10 viene ingaggiata dal Castellana Grotte, squadra di massima serie: l'esperienza a Castellana Grotte termina il 3 gennaio 2010 quando si trasferisce nel Time Volley Matera in serie B1, col quale guadagna una promozione in Serie A2.

## Palmarès

### Club
- Coppa Italia di Serie A2: 1

2003-04
- Coppa delle Coppe: 1

1993-94
- Coppa CEV: 1

1997-98